# Університет соціальних та гуманітарних наук
Суспільно-гуманітарний університет SWPS або ж просто Університет SWPS (польською SWPS Uniwersytet Humanistycznospołeczny) — це приватний неприбутковий польський університет заснований у 1996 році трьома професорами психології: Анджейем Еліашем, Збігнєвим Пєтрасіньским та Янушем Рейковським.
SWPS є одним з найбільших приватних університетів в Польщі. У ньому навчаються більше чотирнадцяти тисяч студентів і докторантів, у тому числі тисячу двісті іноземних студентів з більш ніж шістдесяти країн світу. Університету належать п'ять корпусів, розташовані у великих польських містах: Варшаві, Вроцлаві, Сопоті, Познані й Катовицях.
Раніше університет був відомий під назвою Вища школа суспільної психології (Szkoła Wyższa Psychologii Społecznej, SWPS). У 2015 році відповідно до польського законодавства вона отримала статус університету.

## Адміністрація
У дві тисячі восьмому році статус засновника Університету SWPS перейшов до Інституту розвитку освіти (Instytut Rozwoju Edukacji) і його президента Піотра Воелькеля (Piotr Voelkel), польського бізнесмена і філантропа. До 2018 року Університетом SWPS керувала призначена власником Рада попечителів. Попечителі виконували свої обов'язки протягом чотирьох років і збиралися щорічно. Головою Ради попечителів був Анджей Еліаш (Andrzej Eliasz). Іншими членами Ради були Ян Стрелау (Jan Strelau) (в минулому Голова Ради попечителів), Міхал Ян Боні (Michał Jan Boni) (депутат Європарламенту), Магдалена Джєвгуч (Magdalena Dziewguć) (Google for Work), Роберт Фірмхофер (Robert Firmhofer) (директор Центру Науки «Коперник»), Александер Кутела (Aleksander Kutela) (Onet.pl S.A.), Пшемислав Шмідт (Przemysław Schmidt), Ева Воелькель-Кроковіч (Ewa Voelkel-Krokowicz). Після 2018 року відповідно до нового польського Закону про вищу освіту керівний орган університету складається з ректора і генерального директора.

## Ректори
1. Анджей Еліаш (Andrzej Eliasz) (1996—2016)
2. Роман Чесляк (Roman Cieślak) (з 2016)[8]

## Навчальні дисципліни
Університет SWPS пропонує 15 бакалаврських і магістерських програм, що повністю викладаються англійською мовою, а також більше тридцяти бакалаврських, магістерських і докторських програм навчання за більш ніж 70 спеціалізаціями польською мовою. Основними напрямками навчання є Психологія, Право, Мови, Література і Культурологія, ЗМІ та Комунікація, Менеджмент і Дизайн. Міністерство науки і вищої освіти визнало університет провідним навчальним закладом, що пропонує навчання за програмами в галузі суспільних наук в Польщі.

## Факультети
Сім факультетів Університету SWPS мають право надавати докторські ступені з наступних дисциплін: культурологія, літературознавство, право і соціологія (у Варшаві), а також з психології (у Варшаві, Вроцлаві та Сопоті). Окрім цього університет має право надавати пост-докторські ступені (habilitacja) з культурології (Варшава) та психології (Варшава і Вроцлав).
1. Варшавський факультет психології
2. Варшавський факультет мистецтв і соціальних наук
3. Варшавський юридичний факультет
4. Сопотський факультет психології
5. Катовицький факультет психології
6. Вроцлавський факультет психології
7. Вроцлавський юридичний факультет
8. Познанський факультет соціальних наук та дизайну

## Видатні співробітники
- Ян Стрелау (Jan Strelau), doctor honoris causa[10]
- Шевах Вайс (Shevah Weiss), doctor honoris causa[11]
- Роберт Ціалдіні (Robert Cialdini), doctor honoris causa[12]
- Філіп Зімбардо (Philip Zimbardo), doctor honoris causa[13]
- Гельмут Сковронек (Helmut Skowronek), doctor honoris causa[11]
- Малгожата Коссут (Małgorzata Kossut), Завідувач кафедри психофізіології когнітивних процесів
- Єжи Адам Ковльські (Jerzy Adam Kowalski), Інститут Культурології
- Томаш Вітковські (Tomasz Witkowski), засновник  Klub Sceptyków Polskich (Клубу польських скептиків)
- Роман Ласковські (Roman Laskowski), професор Ягеллонського і Гетеборзького університетів
- Піотр Вагловські (Piotr Waglowski), дослідник комунікативного процесу у парадигмі соціального конструкціонізму
- Анджей Новак (Andrzej Nowak), директор і засновник Інституту соціальної психології інтернету і комунікації
- Єжи Шацькі (Jerzy Szacki), один з найвидатніших представників Варшавської школи історії ідей
- Даріуш Доліньські (Dariusz Doliński), президент Комітету психологічних наук Польської академії наук
- Богдан Войчішке (Bogdan Wojciszke)
- Єжи Бральчик (Jerzy Bralczyk)
- Клаус Бачманн (Klaus Bachmann), доцент Інституту політології.

## Видатні випускники
- Войцех Кулєша (Wojciech Kulesza), психолог, Університет SWPS
- Міхал Косинські (Michał Kosiński), психолог, Стенфордський університет
- Лукаш Ґаведа (Łukasz Gawęda), психолог, Польська академія наук і Університет Каліфорнії у Сан-Дієго
- Александра Чісляк-Вуйчік (Aleksandra Cisłak-Wójcik), психолог, Університет SWPS
- Кайя Добжаньська (Kaja Dobrzańska), артдиректор і дизайнер
- Матеуш Шмідт (Mateusz Szmidt), артдиректор
- Матеуш Антчак (Mateusz Antczak), комунікація і графічний дизайн
- Марек Кацпжак (Marek Kacprzak), журналіст
- Ружа Януш (Róża Janusz), дизайнер, засновниця biodegradable packaging
- Аґата Кєдровіч (Agata Kiedrowicz), авторка текстів про дизайн і куратор
- Аґата Клімовська (Agata Klimkowska), дизайнер, співзасновниця Fenek Studio
- Антоніна Клішь (Antonina Kiliś), дизайнер, співзасновниця Fenek Studio.

## Суспільно-корисна діяльність
Університет SWPS співпрацює з місцевими і національними організаціями, розвиваючи ідею залучення своїх працівників і студентів до суспільно-корисної діяльності. SWPS належить юридична консультація, яка дає безкоштовні поради малозабезпеченим особам. Також університет підтримує місцевих ремісників, які мають малі приватні підприємства у районі Прага міста Варшава, де розташований його головний корпус. Чимало наукових досліджень присвячено соціальним, бізнесовим та політичним аспектам таким, як нейронаука, дослідження поведінки для економіки і державної політики, здоров'я та харчування, старіння, адаптація молоді, а також виклики, з якими зіштовхнулася ЄС, описані в програмі Горизонт Європи (наприклад, міграція, відносини між людиною і технологіями у цифровому світі). SWPS співпрацює з різноманітними неприбутковими організаціями і установами, які опікуються соціальними проблемами. Він першим з європейських університетів отримав сертифікат Ashoka Journey to Changemaking. SWPS також є членом Engaged Universities Forum, який об'єднав 7 польських університетів навколо «Цілей сталого розвитку» ООН.

## Рейтинги
У рейтингу польських університетів Перспективи 2019 Університет SWPS посів друге місце серед приватних навчальних закладів.
Рейтинг університету SWPS у the 2020 World University Rankings by Times Higher Education (THE) 1001+. У Times Higher Education World University Rankings by subject SWPS займає місце 401+ з психології і 401—500 з суспільних наук. У ARWU Всесвітньому рейтингу академічних дисциплін 2019 (Global Ranking of Academic Subjects 2019) з психології Університет SWPS займає місця 201—300.